# Kakaofreie Schokoladenalternative
Eine kakaofreie Schokoladenalternative, auch Kakaoalternative oder kakaofreie Alternative genannt, ist eine Alternative zu Schokolade, von der behauptet wird, dass sie aussehe, schmecke und genauso verwendet werden könne wie Schokolade, aber keinen Kakao als Zutat enthält. Bekannte Marken wie Lindt, Rewe oder Griesson – de Beukelaer haben Produkte mit der Schokoladenalternative ChoViva auf den Markt gebracht.

## Produktionsprozess
Die Kakaoalternativen verfügen über leicht unterschiedliche Herstellungsverfahren, basieren aber alle auf dem traditionellen Schokoladenherstellungsprozess. Die Schokoladenalternative ChoViva wurde mit Hilfe einer patentierten Technologie entwickelt, welche die traditionellen Verarbeitungsschritte von Kakaobohnen in Form von Fermentation und schonender Röstung nachahmt. Hafer und Sonnenblumenkerne werden dabei ähnlich wie Kakaobohnen behandelt und anschließend in mehreren Schritten zu einem aromatischen Konzentrat vermahlen. Anschließend wird das Konzentrat mit anderen Zutaten wie Zucker und pflanzlichen Fetten gemischt und die Masse conchiert. Das Ergebnis ist eine cremige, zarte Masse, die ähnlich wie Schokolade aussieht und schmeckt.